# Minbar mošeje Kutubija
Minbar mošeje Kutubija je minbar (arabsko منبر, latinizirano: mošejska oprema, podobna prižnici), izdelan v Cordobi v Španiji (takrat Al Andaluz) v začetku 12. stoletja po naročilu almoravidskega emirja Alija ibn Jusufa. Minbar je bil naročen za glavno mošejo Marakeša, glavnega mesta Almoravidov v Maroku. Po almohadski osvojitvi Marakeša leta 1147 je bil minbar prestavljen v novo mošejo Kutubija, ki jo je zgradil Abd al-Mumin. Tam je ostal do leta 1962, ko so ga preselili v skladišče in nato v palačo El Badi za javno predstavitev, kjer je še danes. Minbar, izdelan predvsem iz lesa in okrašen z različnimi tehnikami, velja za enega od vrhuncev mavrske, maroške in islamske umetnosti. Imel je izjemen vpliv pri oblikovanju poznejših minbarov, ki so jih proizvajali po Maroku in okolici.

## Zgodovina
Zgodovinski minbar (prižnica) mošeje Kutubija je naročil Ali ibn Jusuf, eden zadnjih almoravidskih vladarjev, izdelala pa ga je delavnica v Cordobi v Španiji (Al Andaluz). Pred tem je bil eden najbolj znanih minbarov v regiji minbar Velike mošeje v Cordobi, ki ga je naročil kalif al-Hakam II. med njegovo širitvijo mošeje med letoma 961 in 976. Tako kot poznejši minbar, ki ga je naročil Almoravid, je bil izdelan iz dragocenega lesa in intarziran s slonovino, vendar ni ohranjen. Kutubija minbar je tako eden edinih zgodovinskih artefaktov, ki nam daje idejo o tem, kako je morda izgledala ta kordobska obrt.
Proizvodnja minbarja Alija ibn Jusufa se je začela leta 1137 in je po ocenah trajala sedem let. Minbar je bil v kosih odpremljen iz Cordobe in ponovno sestavljen v Marakešu. Domneva se, da je bil minbar prvotno postavljen v veliki mošeji mesta Almoravid, prvi mošeji Ben Jusuf (poimenovani po Aliju ibn Jusufu, vendar v kasnejših stoletjih v celoti obnovljeni).
Leta 1147 je almohadski vladar Abd al-Mumin osvojil Marakeš od Almoravidov in istega leta začel graditi mošejo Kutubija. Ta nova mošeja naj bi nadomestila mošejo Ben Jusufa kot glavna mošeja v mestu, saj naj bi Abd al-Mumin porušil vse mošeje v mestu, zgrajene pod Almoravidi, domnevno zaradi njihove napačne poravnave kible. Ni gotovo, kdaj je bila mošeja dokončana, vendar je bilo morda okoli leta 1157. Abd al-Mumin je ukazal, da se almoravidski minbar Alija ibn Jusufa prenese v njegovo novo mošejo, kar je verjetno znak visokega spoštovanja, ki ga je bil minbar že takrat deležen. Skrit posebej zasnovan mehanizem, integriran v novo mošejo, je omogočal, da se je minbar premikal in umikal, na videz sam, iz svoje shrambe ob mihrabu; lastnost, nad katero so se takratni opazovalci čudili.
Iz razlogov, ki jih ne razumemo več, se je Abd al-Mumin odločil obnoviti drugo mošejo Kutubija tik ob prvi in skoraj enako njej. Minbar je bil nato prestavljen v to drugo mošejo, medtem ko je bila prva mošeja zapuščena in sčasoma porušena. Minbar je tukaj ostal v uporabi do leta 1962, ko so ga zaradi zaščite premaknili v skladišče. Do takrat sta se njegova lesena struktura in okras zaradi stoletne uporabe močno poslabšala. V letih 1996-97 je minbar delno obnovila mednarodna skupina strokovnjakov iz Metropolitanskega muzeja umetnosti in Ministrstva za kulturne zadeve Kraljevine Maroko. Minbar je bil nato prestavljen v sobo v palači El Badi v Marakešu za javno predstavitev, kjer je še danes.

## Oblika in dekoracija
Minbar je v bistvu trikotna struktura s hipotenuzno stranjo, ki jo zaseda stopnišče z devetimi stopnicami. Dolg je 3,46 m, širok 0,87 m in visok 3,86 m. Glavna konstrukcija je izdelana iz lesa severnoafriške cedre, čeprav so bile stopnice izdelane iz orehovega lesa, podnožje minbarja pa iz lesa jelke. Površine so okrašene z mešanico intarzij in intarziranih kiparskih kosov.
Velike trikotne ploskve minbarja na obeh straneh so prekrite z dovršenim in kreativnim motivom v obliki osemkrake zvezde, iz katerih se nato prepletajo okrasni trakovi, intarzirani s kostjo in barvnim lesom, ter ponavljajo isti vzorec po preostali površini. Prostori med temi pasovi tvorijo druge geometrijske oblike, ki so napolnjene s ploščami globoko izrezljanih arabesk. Te plošče so izdelane iz različnih barvnih lesov, vključno s pušpanom (za svetlejše odtenke), žižolo (prvotno rdečkaste barve) in, za osrednje plošče v obliki zvezde, iz temnega akacijevega lesa (prej se je domnevalo, da je ebenovina, vendar so ga nedavne podrobnejše študije identificirale kot afriški črni les). Obstaja 6 centimetrov širok pas koranskih napisov v kufski arabski pisavi na črnem lesu in kosti, ki teče vzdolž zgornjega roba balustrad.
Druge površine minbara imajo različne motive. Stopnice minbarja so okrašene s podobami arkade mavrskih (podkvastih) lokov, znotraj katerih so ukrivljeni rastlinski motivi, vsi v celoti izdelani v intarziji z različnimi barvami lesa. Notranjost ograje stopnišča je bila prvotno prekrita s ploščami izrezljanih arabesk, vendar je le ena od teh preživela. Dno minbarjevega stopnišča je obdano z dvema precej višjima balustradama, prebodenima s podkvastim ločnim okvirjem. Njegove površine so pokrite z bolj dovršenimi okraski, vključno z rezbarijami in pasovi finih lesenih mozaikov, ki tvorijo nekoliko drugačne motive od preostalega minbarja. Zunanje strani teh balustrad imajo ukrivljene prepletene pasove okoli štirilistnih in dvanajsterokotnih oblik, medtem ko notranje strani predstavljajo kompozicijo osemkrake zvezde (skrajšana različica vzorca na glavnih straneh minbarja), ki je uokvirjena s pasom črnega lesa, globoko izrezljanim s koranskim napisom kufskih arabskih črk na arabesknem ozadju. Vrh stopnišča uokvirjajo podobne, a precej krajše balustrade, prebodene s podkvastimi loki. Ti pa imajo svoj nabor ukrivljenih motivov, mozaikov in arabesknih dekoracij na ploščah.
Naslonjalo na vrhu minbara je bilo verjetno eden njegovih najrazkošneje okrašenih delov, vendar je na žalost izgubilo večino tega površinskega okrasja, vidni so le obrisi in fragmenti. Drug kufski napis, manjši in enostavnejši od tistih, ki jih najdemo ob straneh minbarja, je vklesan okoli zgornjega roba naslonjala, vendar je zdaj nepopoln. Navaja, da je bil minbar izdelan v Cordobi za »veliko čaščeno mošejo« (verjetno mošejo Alija ibn Jusufa v Marakešu).

## Mehanizem za premikanje minbarja v mošeji Kutubiyya
Zgodovinska poročila opisujejo skrivnosten in neviden polavtomatiziran mehanizem v mošeji Kutubija, s katerim bi se minbar pojavil, na videz sam, iz svoje skladiščne komore poleg mihraba in se premaknil naprej v položaj za imamovo pridigo. Podobno je bilo maksuro mošeje (lesena pregrada, ki je ločevala kalifa in njegovega spremstva iz širše javnosti med molitvami) možno umakniti na enak način in bi se dvignila iz tal, ko je kalif prisostvoval molitvam v mošeji, nato pa se je umaknila, ko je odšel. Ta mehanizem, ki je pri sodobnih opazovalcih vzbudil veliko radovednost in čudenje, je zasnoval inženir iz Malage po imenu Hadž al-Jaiš, ki je dokončal tudi druge projekte za kalifa. Sodobna arheološka izkopavanja, opravljena na prvi mošeji Kutubija, so odkrila dokaze, ki potrjujejo obstoj takšnega mehanizma pod tlemi mošeje, čeprav njegovo natančno delovanje ni povsem ugotovljeno. Ena od teorij, ki se zdi verjetna glede na fizične dokaze, je, da ga je poganjal skriti sistem jermenic in protiuteži.

## Zapuščina in vpliv
Minbar je bil zelo hvaljen in cenjen med opazovalci in učenjaki kmalu po nastanku. Dejstvo, da je almohadski voditelj Abd al-Mumin, za katerega velja, da je uničil vse almoravidske verske stavbe v Marakešu, potem ko je zavzel mesto, izbral minbar za prenos in uporabo v svoji novozgrajeni veliki mošeji (Kutubija), nakazuje, da ga je videl kot trofejo in pomemben umetniški predmet sam po sebi.
Umetniški slog in kakovost minbarja sta bila zelo vplivna in sta postavila standard, ki je bil večkrat posneman, a nikoli presežen v kasnejših minbarih po Maroku in delih Alžirije. Edini drugi minbar, izdelan v istem obdobju in velja za podobno kakovost, je almoravidski minbar iz mošeje Karauin v Fesu, izdelan leta 1144. Almohadski minbar mošeje Kazba v Marakešu, izdelan v letih 1189-1195, označuje še en visok znak minbarske umetnosti, ki je predstavljal rahlo variacijo istega modela in se je prav tako izkazal za vplivnega pri poznejših oblikovanjih. Učenjaki menijo, da so kasnejši minbarji manjša imitacija teh prejšnjih modelov, čeprav so v nekaterih primerih še vedno dovršena umetniška dela sama po sebi. Pomembni primeri so almohadska prenova minbarja Andaluzijske mošeje v Fesu (1203-1209), marinidskega minbarja Velike mošeje v Tazi (okoli 1290-1300), marinidskega minbarja medrese Bou Inania (1350-1355) in saadijski minbar mošeje Mouassine (1562-1573).